# Neolophonotus unicalamus
Neolophonotus unicalamus är en tvåvingeart som beskrevs av Jason Gilbert Hayden Londt 1987. Neolophonotus unicalamus ingår i släktet Neolophonotus och familjen rovflugor. Inga underarter finns listade i Catalogue of Life.